# Glycifohia undulata
El mielero barrado (Glycifohia undulata) es una especie de ave paseriforme de la familia Meliphagidae endémica de Nueva Caledonia.

## Distribución y hábitat
Es endémica de la isla de Grande Terre en Nueva Caledonia.